# بییاکنانسیو
بییاکنانسیو (به اسپانیایی: Villaconancio) یک شهرستان در اسپانیا است که در استان پالنسیا واقع شده‌است.

## خصوصیات
بییاکنانسیو ۳۴ کیلومترمربع مساحت و ۸۵ نفر جمعیت دارد.